# Janel Parrish
Janel Parrish (* 30. října 1988 Oahu, Havaj) je americká herečka, zpěvačka a skladatelka. Nejvíce se proslavila rolí Mony Vanderwaal v televizním seriálu stanice ABC Family Prolhané krásky a rolí Jade ve filmu Bratz z roku 2007. V roce 2014 se zúčastnila soutěže Dancing with the Stars, kde se umístila na třetím místě.

## Životopis
Narodila se v Oahu na Havaji. Je dcerou Marka a Joanne Parrish. Má evropské a čínské kořeny. Navštěvovala Moanalua Elementary and Middle Schools.

## Kariéra
Janel vyhrála místní talentovou soutěž a nastartovala tak svojí hereckou kariéru. Byla obsazena do role mladé Cosette v produkci National Touring Company, později si roli zahrála i v Broadwayské produkci. Zahrála si v několika Havajských divadelních produkcí – například roli Scout v To Kill a Mockingbird v roce 1998.
Její první rolí mimo divadelní prkna byl mini seriál Prokleté dědictví. Krátce poté se objevila ve dvou epizodách Pobřežní hlídky jako mladá dívka jménem Hina. Dále se objevila v seriálech jako The O'Keefes, The Bernie Mac Show, Zoey 101 a O.C.. V roce 2007 získala první větší roli ve filmu Bratz a ve stejném roce získala vedlejší roli v seriálu stanice NBC Hrdinové.
V roce 2011 získala roli v televizním seriálu stanice Freeform Prolhané krásky. Za roli získala cenu Teen Choice Awards v roce 2013.
Znovu se vrátila na divadelní prkna s muzikálem Sping Awakening jako Anna a jako nahrádnice Lindsay Pearce, bývalá soutěžící The Glee Projectu jako Wendla. V roce 2017 si zahrála v dramatickém seriálu Rosewood. V listopadu roku 2017 si zahraje po boku Katie Findlay roli Sandy Dumbroski v Torontské produkci Pomáda. S Mickey Rourkem si zahraje v dramatickém filmu Tiger a roli Lisy Wagner si zahraje v romantickém filmu Until We Meet Again. S Margot Covey si zahraje ve filmové adaptaci novely od Jenny Han Všem klukům, které jsem milovala. Znovu si zopakuje roli Mony Vanderwaal v připravovaném spin-offu seriálu Prolhané krásky, Prolhané krásky: Perfekcionistky.

### Hudba
Zatímco studovala herectví, navštěvovala hodiny zpěvu, hry na piano a tance. Ve 14 letech se objevila v show Star Search s písničkou „On My Own“. Janel začala psát vlastní hudbu a stala se hlavní zpěvačkou dívčí skupiny Impulse.
V roce 2007 podepsala smlouvu s nahrávací společností Geffen Records. Její sing „Rainy Day“ byl zveřejněn 7. července 2007 a také se stal součástí soundtrackového alba k filmu Bratz. Objevila se ve videoklipu k písničce „Rockstar“ od Prima J a ve videoklipu NLT „She Said, I Said“. V roce 2015 vydala dvě skladby „Heart Made of Stone“ a „Senseless“.

### Další projekty

#### Dancing with the Stars
4. září 2014 bylo oznámeno, že Janel je jednou ze soutěžících 19. série americké show Dancing with the Stars. Jejím profesionálním partnerem je Valentin Chmerkovskiy. Ve finálovém kole skončila na třetím místě, za Sadie Robertson a Alfonsem Ribeirom.

## Osobní život
V září roku 2016 začala chodit s Chrisem Longem, dvojice se zasnoubila dne 23. října 2017. Dne 8. září 2018 se konal obřad v Kualoa Ranch na ostrově Oahu na Havaji.

## Filmografie

### Film
| Rok  | Název                             | Role          | Poznámky     |
| ---- | --------------------------------- | ------------- | ------------ |
| 1999 | Prokleté dědictví                 |               | TV film      |
| 2000 | Geppetto                          |               | TV film      |
| 2007 | Bratz                             | Jade          |              |
| 2009 | Loudilové                         | Lana          |              |
| 2009 | April Showers                     | Vicki         |              |
| 2010 | Triple Dog                        | Cecily Gerber | Přímo na DVD |
| 2011 | One Kine Day                      | Leilani       |              |
| 2011 | Svatební koordinátorky            | Hoku Wolf     |              |
| 2012 | Celeste a Jesse navždy            | Savannah      |              |
| 2013 | To Those Nights                   | Audrey        | Krátký film  |
| 2013 | Something Wicked                  | Ronnie        | Krátký film  |
| 2018 | Until We Meet Again               | Lisa Wagner   |              |
| 2018 | Tiger                             | Charlotte     |              |
| 2018 | The Purple Rose                   | Kate Riley    |              |
| 2018 | Všem klukům, které jsem milovala  | Margot Covey  |              |
| 2018 | Hell Is Where the Homes Is        | Estelle       |              |
| 2020 | Mighty Oak                        | Gina Jackson  |              |
| 2020 | Všem klukům: P.S. Stále tě miluju | Margot Covey  |              |
| 2020 | Until We Meet Again               | Lisa Wagner   |              |
| 2021 | Všem klukům: Navždy s láskou      | Margot Covey  |              |

### Televize
| Rok       | Název                            | Role               | Poznámky                                             |
| --------- | -------------------------------- | ------------------ | ---------------------------------------------------- |
| 1999      | Pobřežní hlídka                  | Hina               | 2 díly                                               |
| 2003      | The O'Keefes                     | Vanessa            | díl: Party                                           |
| 2004      | The Bernie Mac Show              | Laura              | díl: Being Bernie Mac                                |
| 2006      | Zoey 101                         | Sara               | díl: The Silver Hammer Society                       |
| 2006      | O.C.                             | Leah               | díl: The Summer Bummer                               |
| 2007–2008 | Hrdinové                         | May                | 3 díly                                               |
| 2009      | True Jacksonová                  | Kyla               | díl: Flirting with Fame                              |
| 2010–2017 | Prolhané krásky                  | Mona Vanderwaal/A  | vedlejší role (1.–2. řada), hlavní role (3.–7. řada) |
| 2013      | Hawaii 5-0                       | Rebecca Fine       | díl: Kapu                                            |
| 2014      | V těle boubelky                  | Chelsea Jones      | díl: Cheers & Jeers                                  |
| 2014      | High School Possession           | Lauren Brady       | TV film                                              |
| 2014      | Dancing with the Stars           | Samu sebe          | Soutěžící 19. řady, 3. místo                         |
| 2015      | Případy pro Lauru                | Jillian Havenmeyer | díl: Zhýralý flamendr                                |
| 2016      | Rush Hour                        | Nina Sloane        | díl: Wind Beneath My Wingman                         |
| 2017      | Rosewood                         | Selena Monet       | díl: Mummies & Meltdowns                             |
| 2018      | I'll Be Watching                 | Kate Riley         | TV film                                              |
| 2019      | Prolhané krásky: Perfekcionistky | Mona Vanderwaal    | hlavní role, 10 dílů                                 |
| 2020      | Holy & Ivy                       | Melody Knapp       | TV film                                              |
| 2020–2021 | Magnum P.I.                      | Maleah             | díly: Say Hello to Your Past a Tell No One           |

### Hudební videa
| Rok  | Název                               | Umělec                            | Role              |
| ---- | ----------------------------------- | --------------------------------- | ----------------- |
| 2007 | „Rainy Day“                         | Janel Parrish                     |                   |
| 2007 | „She Said, I Said (Time We Let Go)“ | NLT                               | bývalá přítelkyně |
| 2015 | „Come On Get Happy“                 | Umělci Coca-Coly                  | samu sebe         |
| 2015 | „Lay Me Down“                       | Brian Justin Crum & Janel Parrish |                   |
| 2015 | „"When It's Over“                   | Janel Parrish                     |                   |

### Divadlo
| Rok       | Název                              | Role             | Lokace                            |
| --------- | ---------------------------------- | ---------------- | --------------------------------- |
| 1996      | Bídníci                            | mladá COsestte   | národní turné a Imperial Theatre  |
| 1998      | Jako zabít ptáčka                  | Scout Finch      | Manoa Valley Theatre              |
| 1999      | Here's Love                        | Susan Walker     | Diamond Head Theatre              |
| 2000      | The Best Christmas Pageant Ever    | Beth Bradley     | Diamond Head Theatre              |
| 2001      | On Dragonfly Wings                 | Wendy Waterbug   | Leeward Community College Theater |
| 2012      | Probuzení jara                     | Anna             | Theatre of Arts Arena Stage       |
| 2015      | Velmi nebezpečné známosti: Muzikál | Kathryn Merteuil | Rockwell Table & Stage            |
| 2017      | Dlouhá cesta: Muzikál              | Jamie Sullivan   | Prospect Theatre                  |
| 2017      | Velmi nebezpečné známosti: Muzikál | Cecile Caldwell  | (Le) Poisson Rouge                |
| 2017–2018 | Pomáda                             | Sandy Dumbrowski | Elgin and Winter Garden Theatres  |

## Ocenění a nominace
| Rok  | Ocenění            | Kategorie                                      | Titul              | Výsledek  |
| ---- | ------------------ | ---------------------------------------------- | ------------------ | --------- |
| 1999 | Po'okela Awards    | Nejlepší divadelní herečka: hra                | Jako zabít ptáčka  | nominace  |
| 2000 | Po'okela Awards    | Nejlepší divadelní herečka: muzikál            | Here's Love        | nominace  |
| 2002 | Po'okela Awards    | Nejlepší divadelní herečka: muzikál            | On Dragonfly Wings | nominace  |
| 2008 | Zlatá malina       | Nejhorší herečka                               | Bratz              | nominace  |
| 2012 | Teen Choice Awards | TV Padouch                                     | Prolhané krásky    | vítězství |
| 2013 | Teen Choice Awards | TV Padouch                                     | Prolhané krásky    | vítězství |
| 2013 | TV Guide Awards    | Oblíbený padouch (společně s Keeganem Allenem) | Prolhané krásky    | nominace  |
| 2014 | Teen Choice Awards | TV padouch                                     | Prolhané krásky    | nominace  |
| 2016 | Teen Choice Awards | TV padouch                                     | Prolhané krásky    | vítězství |
| 2017 | Teen Choice Awards | TV padouch                                     | Prolhané krásky    | vítězství |